# باشگاه فوتبال دنیزلی اسپور
باشگاه فوتبال دنیزلی اسپور (انگلیسی: Denizlispor) یک باشگاه فوتبال در کشور ترکیه می باشد که در سوپر لیگ فوتبال ترکیه حضور دارد.